# Monodelphini
Los monodelphinidos (Monodelphini) son una tribu taxonómica de marsupiales didelfimorfos de la familia Didelphidae. Engloba dos subtribus, Monodelphina y Zygolestina, ya extinta esta última, con un total de 60 especies vivas.

## Taxonomía
- Tribu Monodelphini - (Talice et al., 1960)
  - Subtribu Monodelphina - (Talice et al., 1960)
    - Género Chacodelphys - Voss et al, 2004 - Marmosa pigmea de El Chaco
    - Género Cryptonanus - Voss et al, 2005 - Marmosas gráciles
    - Género Gracilinanus - Gardner & Creighton, 1989 - Marmosas gráciles
    - Género Hyladelphys - Voss et al., 2001 - Marmosa de Kalinowski
    - Género Lestodelphys - Tate, 1934 - Zarigüeya patagónica
    - Género Marmosa - Gray, 1821 - Marmosas
    - Género Marmosops - Matschie, 1916 - Marmosas esbeltas
    - Género Micoureus - Lesson, 1842 - Marmosas lanudas
    - Género Monodelphis - Burnett, 1829[1830] - Colicortos
    - Género Thylamys - Gray, 1843 - Marmosas coligruesas
    - Género Thylatheridium - Reig, 1952 (†)
    - Género Tlacuatzin - Voss y Jansa, 2003 - Marmosa canosa

  - Subtribu Zygolestina - (Marshall in Archer, ed., 1987) (†)
    - Género Zygolestes - Ameghino, 1898 (†)

- Datos: Q20719998